# نیروی هوایی مولداوی
نیروی هوایی مولداوی (رومانیایی: Forțele Aeriene ale Republicii Moldova) نیروی هوایی زیرمجموعه ارتش ملی مولداوی است، که در سال ۱۹۹۱ تأسیس شد.
نیروی هوایی ملی مولداوی که رسماً با نام فرماندهی نیروهای هوایی شناخته می‌شود، پس از استقلال مولداوی از اتحاد جماهیر شوروی در اوت ۱۹۹۱ تشکیل شد و بخشی از ارتش ملی نیروهای مسلح جمهوری مولداوی است.